# Железник (Кирджалійська область)
Желе́зник (болг. Железник) — село в Кирджалійській області Болгарії. Входить до складу общини Черноочене.

## Населення
За даними перепису населення 2011 року у селі проживали 249 осіб, з них 247 осіб (99,2%) — турки.
Розподіл населення за віком у 2011 році:
Динаміка населення: